# Davit Mujiri
Davit Mujiri (Tbilisi, Geòrgia, 2 de gener de 1978) és un exfutbolista georgià que disputà 26 partits amb la selecció de Geòrgia, aconseguint un únic gol en un partit contra les Illes Féroe de classificació per a la Eurocopa 2008. Actualment ocupa el càrrec de secretari general a la Federació Georgiana de Futbol.
Mujiri és el fill del defensa del FC Dinamo Tbilisi Dmitri Mujiri. Després de guanyar el títol de lliga georgià el 1998, amb 20 anys va ser nomenat el millor jugador de la lliga per alguns diaris esportius, i va marxar al conjunt moldau del FC Sheriff.
Mujiri va guanyar el doblet nacional a Moldàvia amb el Sheriff el 2001, i va finalitzar la temporada com el màxim golejador amb 17 gols marcats. Aviat va emprendre el seu camí cap al SK Sturm Graz i va passar cinc anys a Àustria, ajudant el seu equip a ser subcampió a la lliga ia la final de Copa el 2002.
Més tard va marxar al Krylya Sovetov Samara i al FC Lokomotiv Moskva russos, així com al Sanfrecce Hiroshima japonès. Després de tornar al seu país natal, va aconseguir el títol georgià amb el FC Zestaponi el 2012 abans de finalitzar la seva carrera professional i començar a treballar al club el mateix any. Mujiri va ser més tard director esportiu del FC Samtredia.
D'altra banda, està llicenciat en periodisme i, a més del georgià, parla amb fluïdesa el rus, l'alemany i l'anglès.

## Clubs
| Club                | País     | Any       |
| ------------------- | -------- | --------- |
| Dinamo Tbilisi      | Geòrgia  | 1994-1998 |
| FC Sheriff Tiraspol | Moldàvia | 1999-2001 |
| Sturm Graz          | Àustria  | 2001-2005 |
| Krylia Sovetov      | Rússia   | 2005-2008 |
| Lokomotiv Moscou    | Rússia   | 2008-2009 |
| Dinamo Tbilisi      | Geòrgia  | 2010      |
| Sanfrecce Hiroshima | Japó     | 2011      |
| Zestafoni           | Geòrgia  | 2012      |